# دارة الملك عبد العزيز
دارة الملك عبد العزيز، هي مؤسسة ثقافية وطنية تقع في مدينة الرياض في المملكة العربية السعودية، تأسست دارة الملك عبد العزيز بموجب المرسوم الملكي (م/45) بتاريخ 5 شعبان عام 1392هـ ( 1972م)، وتعد مرجعًا أساسًا لتاريخ المملكة العربية السعودية وتراثها، وتهدف إلى خدمة تاريخ وتراث المملكة العربية السعودية والعالمين العربي والإسلامي، من خلال المحافظة على المعرفة التاريخية وتعزيزها محليًا ودوليًا . ويرأس مجلس إدارة الدارة فيصل بن سلمان بن عبدالعزيز آل سعود.

## الرؤية
أن تكون دارة الملك عبد العزيز مرجعًا عالميًا في تاريخ المملكة العربية السعودية، وتراثها وجغرافيتها، وما يتصل بذلك من تاريخ الجزيرة العربية، وتاريخ العالمين العربي والإسلامي، ورافدًا حضاريًا يربط أجيالها.

## الرسالة
التميز في خدمة تاريخ المملكة العربية السعودية، وتراثها، وجغرافيتها، حفظًا، وتنميةً، وإتاحةً، ونشرًا.

## أهداف الدارة
تهدف الدارة لتحقيق عدد من الأهداف هي:
1. توثيق المصادر والمعلومات التاريخية المتعلقة بالمملكة العربية السعودية، والعالمين العربي والإسلامي بجميع أنواعها، وجمعها، وأرشفتها، وإتاحتها للجمهور، بما فيها الوثائق، والكتب، والمخطوطات، والصور، والأفلام، والروايات، والصحف، والخرائط، والبرامج الرقمية، وغيرها.
2. إعداد البحوث والدراسات في مجال عمل (الدارة)، والقيام بأعمال النشر، والترجمة، وتشجيع الباحثين في هذا المجال، ودعم دراساتهم، وبحوثهم، وأنشطتهم.
3. إقامة المعارض، والملتقيات، وعقد الندوات العلمية، وجلسات العمل في مجال عمل (الدارة)، وفقًا للإجراءات النظامية المتبعة.
4. إعداد البرامج والتطبيقات عن التاريخ، والتراث الوطني والعربي والإسلامي.
5. تنفيذ مبادرات التواصل والإعلام، لنشر التاريخ الوطني والعربي والإسلامي.
6. .بناء شراكات فعّالة؛ محلية وعالمية، لتطوير البرامج البحثية المشتركة، وتبادل المواد التاريخية، وتطوير التواصل، وفقًا للإجراءات النظامية المتبعة.
7. إنشاء القاعات التذكارية، والمتاحف، وإدارتها، وإدارة القصور الملكية التاريخية.
8. المحافظة على المواد التاريخية بجميع أنواعها، بما في ذلك القيام بأعمال الترميم، والتعقيم، والمعالجة.
9. تقديم المشورة والتدريب لمختلف الجهات الحكومية، والخاصة، والأفراد، فيما يتعلق بالمعلومات والمواد التاريخية.

## خادم الحرمين الشريفين الملك سلمان بن عبدالعزيز آل سعود ودارة الملك عبدالعزيز
تظل مسيرة وإنجازات دارة الملك عبدالعزيز، مرتبطة أشد الارتباط بالعناية الفائقة، والاهتمام المتعاظم الذي حظيت به من لدن خادم الحرمين الشريفين الملك سلمان بن عبدالعزيز حفظه الله، حيث بوّأها مكانة رفيعة تحظى بها اليوم، وقد ناف عمرها على نصف قرن من الزمان؛ فمنذ أن أُنشئت (الدارة) بموجب المرسوم الملكي الصادر في 5 شعبان عام 1392هـ، الموافق 12 سبتمبر 1972م، كانت الغاية آنذاك أن تكون مرجعًا تاريخيًّا للبحوث والدراسات والمخطوطات، بما يلامس الحاجة الضرورية إلى إيجاد جهة رسمية تتولى هذا الجانب الحضاري للمملكة العربية السعودية، ويخدم تاريخها، وجغرافيتها، وآدابها، وتراثها بصفة خاصة؛ ويتسع دورها ليشمل الدول العربية والإسلامية بصفة عامة. ولمّا كان دأب الدارة تحقيق أهدافها بأقصى احتمالات النجاح الممكن، فقد ظلت مسيرتها مرقومة بمراحل تطويرية شاملة، استهدفت المواكبة لحركة التطور التنموي في المملكة العربية السعودية، بفضل ما تلقاه من دعم ورعاية من خادم الحرمين الشريفين؛ الملك سلمان بن عبدالعزيز آل سعود حفظه الله، قبل، وأثناء، وبعد رئاسته لمجلس إدارة الدارة، فمن أبرز هذه المحطات والمراحل التطويرية صدور قرار مجلس الوزراء في 1417/12/28هـ بإعادة تشكيل مجلس إدارة الدارة لتكون تحت رئاسة خادم الحرمين الشريفين الملك سلمان بن عبدالعزيز آل سعود حفظه الله، فقد أعطى هذا القرار وهجًا وألقًا كبيرًا للدارة، لفت إليها الأنظار داخليًّا وخارجيًّا، بما عده المؤرخون والباحثون يومًا مفصليًّا في تاريخ الدارة، كان له من بعده؛ حيث مضت الدارة في نمو وتطور لأعمالها، وتراكمت تجربتها مع مرور الوقت، وتزايد إنتاجها، وتصاعدت فعاليتها في المشهد المعرفي، فأصبحت في وقت قصير رقمًا عصيًّا على التجاوز، ومآلًا للباحثين، ومأوى للمصادر التاريخية، وبدأت شخصيتها تتبلور بشكل أوضح وأكثر فاعلية من خلال عمل مؤسسي منظم، صنع لها رسالة تمزج بين العلمية والموضوعية والوطنية التي أنشئت من أجلها.
مثّلت مقولة خادم الحرمين الشريفين الملك سلمان بن عبدالعزيز آل سعود -حفظه الله- في إحدى اللقاءات العلمية: «الدارة بيت للجميع»، مرتكزًا مهمًّا وسم حركتها العلمية ونشاطها العملي، فكانت هذه العبارة المشرقة بمنزلة توجيه للمسؤولين في الدارة، وللباحثين والباحثات إلى أن هذه المؤسسة العلمية المتخصصة رافد ومرجع في لحركة البحوث والدراسات ذات العلاقة بمجال اهتمامات الدارة، وهذا ما جعل كثيرًا من الباحثين والباحثات يتفقون على أن خادم الحرمين الشريفين -حفظه الله- يعد ذاكرة للتاريخ الوطني، ومرجعًا رئيسًا في الشأن التاريخي الوطني.

## مجلس إدارة الدارة
- الأمير فيصل بن سلمان بن عبدالعزيز آل سعود (رئيس المجلس).
- الدكتور فهد بن عبدالله السماري (عضو مجلس الإدارة من ذوي الخبرة).
- الأستاذ محمد بن سليمان العجاجي (عضو مجلس الإدارة من ذوي الخبرة).
- الأستاذ مساعد بن ناصر البراك (عضو مجلس الإدارة من ذوي الخبرة).
- الأستاذ حمود بن بداح المريخي (عضو مجلس الإدارة من ذوي الخبرة).
- الدكتورة إيناس بنت سليمان العيسى (عضو مجلس الإدارة من ذوي الخبرة).
- الدكتور عبدالله بن أحمد المغلوث (عضو مجلس الإدارة من ذوي الخبرة).
- الدكتورة نورة بنت عبدالرحمن بن يوسف (عضو مجلس الإدارة من ذوي الخبرة).
- الأستاذ هاني بن مقبل المقبل (عضو مجلس الإدارة من ذوي الخبرة).
- الدكتور حسن بن محسن خرمي (ممثل وزارة التعليم).
- الأستاذ صالح بن مالك صديق (ممثل مجمع الملك عبدالعزيز للمكتبات الوقفية).
- الأستاذ البراء بن مساعد العوهلي (ممثل وزارة الثقافة).
- الدكتور فيصل بن عبدالعزيز التميمي (ممثل المركز الوطني للوثائق والمحفوظات).
- الأستاذ تركي بن محمد الشويعر (الرئيس التنفيذي لدارة الملك عبدالعزيز).[6]

## قواعد المعلومات في الدارة
تحتوي الدارة على اثني عشر من القواعد المعلوماتية هي:

### قاعدة معلومات الأحداث التاريخية
تحتوي هذه القاعدة على رصد تاريخي لأحداث المملكة العربية السعودية منذ تاريخ بداية تأسيسها على يد الملك عبد العزيز إلى وقتنا الحالي، ويمكن للباحث أن يبحث من خلال هذا السجل الوطني عن المعلومة التي يريد الوصول لها بكل يسر وسهولة.

### قاعدة معلومات السير الذاتية
تحتوي هذه القاعدة على معلومات متكاملة عن الباحثين والأكاديميين المهتمين بالتاريخ لتكون مرجعًا يمكن من خلاله لدارة الملك عبد العزيز التواصل مع الأكاديميين والباحثين والوصول له.

### قاعدة كشاف صحيفة أم القرى
يمكن هذا الكشّاف الإلكتروني للصحيفة الباحث البحث عن طريق رقم وتاريخ العدد وعنوان المقالة والأعلام التي ذكرت في المقالة أو من خلال تصنيفها الموضوعي.

### قاعدة المخطوطات الوطنية
أُنشئت وحدة خاصة بالمخطوطات للعناية بالمخطوطات المحلية عام 1423هـ/2002م لاهتمام الدارة بجمع المخطوطات المحلية، والحفاظ عليها لكونها مصدراً من مصادر تاريخ المملكة العربية السعودية، وقد حرصت وحدة المخطوطات بالدارة بالإشراف على أكثر من خمسين مكتبة، حيث يبلغ عدد المخطوطات فيها أكثر من ستة آلاف وخمسمائة مخطوط محلي جرى تأليفه أو نسخه أو تملكه أو وقفه في المملكة العربية السعودية، ومن أبرز مقتنيات وحدة المخطوطات، ما يلي:
- مخطوط من القرن السادس الهجري حيث يُعتبر أقدم مخطوط لدى الوحدة.
- نسخ مخطوطة أصلية من تاريخ عثمان بن بشر ومجاميع متميزة للمؤرخ إبراهيم بن عيسى، وتعتبر من أبرز المخطوطات المحلية.
- مخطوط محلي في القرن التاسع الهجري، وهو أقدم مخطوط محلي.
- مخطوطات مكتبة الملك عبد العزيز الخاصة، ويعتبر من أبرز المجموعات المحفوظة في المكتبة الملكية بالشعبة السياسية، وقد كان من أبرز أهداف الوحدة ما يلي:

- تصنيف وفهرسة المخطوطات.
- الحفاظ على المخطوطات التي لدى الأفراد والجهات وتقديم العناية اللازمة لها.
- قاعدة بيانات حاسوبية تفصيلية لفهرسة المخطوطات.
- العمل على إبراز التراث المخطوط في المملكة العربية السعودية، وإتاحته للباحثين والمهتمين، وتعددت نشاطات وحدة المخطوطات في الآتي:
- المشاركة في الندوات والمؤتمرات المتعلقة بالمخطوطات داخل المملكة وخارجها.
- الإعداد للمؤتمر الأول لتراث الجزيرة العربية المخطوط في العالم.
- المشاركة السنوية في يوم المخطوط العربي.
- إقامة معارض نوادر المخطوطات السعودية.
- التعاون مع الجهات الحكومية في سبيل المحافظة على المخطوطات.
- إقامة معرض مخطوطات المدينة المنورة.
- طباعة عدد من المخطوطات المحققة ضمن سلسلة مصادر تاريخ الجزيرة العربية المخطوطة.[8]

### قاعدة معلومات التاريخ الشفوي
تحتوي هذه القاعدة على بيانات متكاملة عن المقابلة التي أجريت مع الراوي وتشمل كل ما ذكر عن الأشخاص والأماكن والهيئات والأحداث والدول ذات العلاقة ورؤوس موضوعات المقابلة بالإضافة إلى النص الكامل للمقابلة.

### قاعدة كشاف صحيفة صوت الحجاز
يمكن هذا الكشاف الإلكتروني للصحيفة الباحث البحث من خلال رقم العدد وعنوان المقالة أو الأعلام والأماكن التي ذكرت في المقالة أو من خلال تصنيفها الموضوعي.

### قاعدة معلومات الصور التاريخية
كان من أبرز أهداف أرشيف الصور والأفلام التاريخية جمع الأفلام والصور ذات العلاقة بالمملكة العربية السعودية، وقد تأسس مركز أرشيف الصور والأفلام التاريخية في 1421هـ/2001م، وذلك رغبةً في حفظ الأفلام والصور التاريخية، ويحتوي المركز على 2174 بكرات صوتية، و8500 أشرطة فلمية منوعة، و180000 صورة، و3136 أشرطة صوتية، و1475 بكرات سينمائية، وقد أشتمل المركز على أفلام وثائقية من إنتاج الدارة، على سبيل المثال ما يلي:
- عبد العزيز توحيد وبناء: يتكون من جزءين الجزء الأول (التوحيد) ويوثق مراحل تأسيس المملكة العربية السعودية على يد الملك عبدالعزيز، والجزء الثاني (البناء) ويوثق جهود الملك عبد العزيز في بناء المملكة العربية السعودية- مركز الملك سلمان للترميم والمحافظة على المواد التاريخية: يعرض الفيلم أقسام مركز الترميم، وشرح آلية معالجة المواد التاريخية.
- نداء الشهامة: يوثق مشاركة الجيش السعودي في حرب فلسطين عام 1348هـ - الدارة: يبرز الفيلم أهداف الدارة وأقسامها.
- منحة وجائزة الملك سلمان لدراسات تاريخ الجزيرة العربية: يبرز الفيلم الأهداف والأقسام التي تتكون منها الجائزة.
- المخطوطات السعودية: يعرض الفيلم البحث عن المخطوطات وإنقاذها من التلف بالمحافظة عليها.
- الرياض والعمران في ذاكرة سلمان بن عبد العزيز: يبرز الفيلم العمران والخدمات والتوسعات في مدينة الرياض من خلال محاضرة خادم الحرمين الشريفين الملك سلمان بن عبد العزيز في الجمعية السعودية لعلوم العمران.

### قاعدة معلومات الوثائق التاريخية
تمثل الوثائق أحد أهم المصادر التاريخية، إذ تلبي حاجة مهمة لحفظ التراث وتسجيل التاريخ الوطني، ولذلك يعتبر جمع الوثائق التاريخية وتصنيفها، وحفظها من أولويات دارة الملك عبد العزيز، ويستفيد من هذه الوثائق من لهُ اهتمامات في مجالات البحث العلمي والدراسات الأكاديمية المتخصصة التي يُعدها الدارسون والباحثون، وفي مختلف المجالات الإعلامية والثقافية، وتشمل محتويات المركز على القرارات، والبيانات، والوقفيات، والنصائح، والتقارير، والخطابات الرسمية، والمراسلات التاريخية، والصكوك، والملكيات، وقد استطاعت دارة الملك عبد العزيز الحصول على مجموعة كبيرة من الوثائق من مصادرٍ عدة كالشراء، والإيداع، والإهداء، والتصوير، والاقتناء، كما قام المركز بتصوير الآلاف من الوثائق التاريخية الموجودة لدى المراكز العلمية والأرشيفات داخل المملكة وخارجها، وقد صُنفت الوثائق إلى وثائق محلية، ووثائق عربية، ووثائق عثمانية، ووثائق ألمانية، ووثائق أمريكية، ووثائق فارسية، ووثائق هولندية، ووثائق فرنسية، ووثائق روسية، ووثائق بريطانية، ووثائق إيطالية.

### قاعدة الملك عبد العزيز في الوثائق الأجنبية
تحتوي القاعدة على رصد لجميع بيانات الوثائق الأجنبية ويمكن من خلال هذه القاعدة للباحث أن يبحث عن الوثيقة التي يريدها عن طريق العنوان والأعلام أو عن طريق ملخص الوثيقة أو من خلال تصنيفها الموضوعي.

### قاعدة معلوماتمجلة الدارة
تشتمل القاعدة على جميع أعداد المجلة التي صدرت منذ تأسيسها مع معلومات تفصيلية عن كل عدد ومحتوياته يمكن من خلالها الباحث البحث من خلال اسم المؤلف والعنوان والتصنيف الموضوعي والأسماء والأماكن التي ذكرت في البحث مع صورة الغلاف.

### قاعدة المعلومات المتحفية
تحتوي القاعدة على رصد كامل للمواد المتحفية الموجودة في الدارة سواء المعروضة أو غير المعروضة وتشمل توثيقا كاملا للمواد ويمكن البحث بكل سهولة عن أي مادة موجودة سواءً عن طريق الاسم أو التصنيف أو أي كلمة موجودة في ملخص المادة.

### قاعدة معلومات الملك عبد العزيز في الصحافة
تحتوي هذه القاعدة على ما ذكر عن الملك عبد العزيز من خلال الصحافة العربية والعالمية وكذلك السعودية ويمكن للباحث من خلال هذه القاعدة البحث عن بيانات المقالة الصحفية بدلالة العنوان والمؤلف والأعلام والأماكن والهيئات التي ذكرت فيها والدول التي لها علاقة بالمقالة وكذلك عن طريق مصدر المقالة.

## عضوية الدارة في الهيئات والجمعيات الدولية
تشترك الدارة في عضوية عدد من الهيئات والاتحادات العلمية ومنها:
- المجلس الدولي للأرشيفات.
- هيئة المخطوطات الإسلامية "TIMA"
- الفرع العربي الإقليمي للمجلس الدولي للأرشيفات.
- اتحاد المؤرخين العرب.
- الأمانة العامة للمراكز العلمية والمهتمة بدراسات الخليج العربي والجزيرة العربية.
- جمعية التاريخ والآثار بدول مجلس التعاون الخليجي.
- الجمعية التاريخية السعودية.
- جمعية التاريخ الشفوي الأمريكية.
- جمعية التاريخ الشفوي البريطانية.

## إدارات وأقسام الدارة

### الإدارة العامة للحفظ والإتاحة
تهدف الإدارة العامة للحفظ والإتاحة إلى الحصول على المواد والأصول العلمية وحفظها وتنظيمها ومن ثم إتاحتها للباحثين والدارسين والمهتمين ولزوار الدارة، وتندرج تحت هذه الإدارة أربع إدارات، وهي كالآتي:
إدارة الاستحواذ
الإدارة معنية بالاستحواذ على جميع المواد والأصول العلمية سواءً بالشراء أو الإهداء أو التبادل ورقمنتها وأرشفتها أرشفة أولية، مهامها:
- الحصول على المواد والأصول العلمية سواءً كان ذلك بالشراء أو الإهداء أو التبادل.
- إدارة التاريخ الشفوي.
- رقمنة المواد وفهرستها أولياً.
- إدارة علاقات الموردين والتواصل والتفاوض معهم.

إدارة الأرشفة
تعنى بأرشفة وفهرسة وتصنيف جميع المواد والأصول العلمية وتهيئتها. مهامها:
- فهرسة وتصنيف جميع المواد والأصول العلمية.
- إدارة قواعد المعلومات ومراجعتها باستمرار.
- الترجمة.
- التدريب والتطوير لموظفي الإدارة.

إدارة أمانة الأصول
تعنى بحفظ دائم للمواد والأصول العلمية والعمل على إتاحتها وإعارتها. مهامها:
- إدارة الأصول والمحافظة عليها وتنظيمها.
- التنسيق مع مركز الملك سلمان للترميم والمحافظة على المواد التاريخية.

وتحتوي إدارة أمانة الأصول على عدة قاعات، وهي كالآتي
- قاعة حفظ الأصول العلمية.
- قاعة حفظ المخطوطات.
- قاعة المكتبات الخاصة.[13] وهي:

- مكتبة الملك عبد العزيز الخاصة: 
وتضم محتوياتها الموجودة بالمكتبة (1468) مجلد، وهي مجموعة من الكتب النادرة والدوريات التي تم جمعها خلال فترة حياة الملك عبد العزيز، وتضم مختلف فروع العلوم الشرعية والتراجم والتاريخ وخصوصاً الإسلامي، واللغة العربية وآدابها.
- مكتبة الشيخ محمد بن عبد المحسن الخيال:
وتضم (550) عنوان في (945) مجلداً ويغلب على موضوعاتها العلوم الشرعية.
- المكتبة المهداة من أرامكو السعودية:
وتحتوي على كتب باللغة العربية بلغ عددها (78) عنواناً في (191) مجلداً، والدوريات العربية بلغ عددها (655) مجلداً، وتحتوي المكتبة على كتب ودوريات باللغة الأجنبية مثل الإنجليزية والألمانية والاسبانية والايطالية ويبلغ عدد الكتب (595) عنواناً في (910) مجلداً، بينما يبلغ عدد الدوريات الأجنبية (428) مجلد.
- مكتبة عبد الله حمود الطريقي وزير البترول السعودي السابق: 
والتي تحتوي على (459) عنواناً عربياً، في (502) مجلد، وتحتوي أيضاً (744) عنواناً أجنبياً في (928) مجلد، أما بالنسبة للدوريات فتحتوي المكتبة على (43) دورية عربية في (940) عدد، وكذلك تحتوي على (81) دورية أجنبية في (908) عدد.
- مكتبة بهاء الدين الأميري الشاعر العربي المعروف:
وتضم هذه المكتبة عدد من الكتب والدوريات والمخطوطات في مختلف فروع المعرفة، وأن كان يغلب على المكتبة الطابع الأدبي والديني، ويبلغ عدد الكتب باللغة العربية (3338) عنواناً في (4442) مجلد. وتضم أيضاً المكتبة ما عدده (905) عنوان في (940) مجلد، باللغات المختلفة مثل الإنجليزية والألمانية والايطالية والاسبانية والفارسية والعثمانية والأردية. بينما تحتوي المكتبة على (348) دورية عربية في (1863) عدد، و (78) دورية في (170) عدد باللغات المختلفة.
- مكتبة عبد الرحمن بن عبد اللطيف آل الشيخ: 
وتحتوي هذه المكتبة على (570) عنواناً عربياً في (848)، وتغلب على موضوعاتها العلوم الشرعية والتراجم والأدب والتاريخ، كما تحتوي على (35) دورية عربية في (280) عدد.
- مكتبة محمد أمين التميمي: 
وتضم (700) عنواناً في (948) مجلداً، وتتركز موضوعاتها علي الأدب والتاريخ والتراجم، كما تحتوي المكتبة على (35) دورية في (315) عدد باللغة العربية.
- مكتبة رشدي صالح ملحس:
وتحتوي ما مجموعه (341) عنواناً باللغة العربية، و (29) عنواناً باللغة العثمانية.
* مكتبة خالد القرقني مستشار الملك عبد العزيز:
ويبلغ عدد الكتب العربية (161) عنواناً، في (450) مجلداً، أما الكتب الأجنبية (796) عنواناً في (1438) مجلد.
- مكتبة عبد المحسن بن عثمان البابطين: 
وتحتوي على (1336) عنواناً باللغة العربية في (1997) مجلداً.
- مكتبة فؤاد أمين حمزة وكيل الشؤون الخارجية في عهد الملك عبد العزيز:
وتبلغ محتويات المكتبة (1257) عنوان في (1709) مجلد، ويغلب على كتب هذه المكتبة الطابع التاريخي والأدبي والسياسي.
- مكتبة الشيخ محمد بن عبد الرحمن الفارس: 
وتحتوي على عدد (570) عنواناً باللغة العربية في (1700) مجلد، وهي ذات طابع ديني وخاصة الفقه الشرعي الإسلامي.
- مكتبة أحمد الشقيري:
وتحتوي على (638) عنواناً في (740)، وتتركز موضوعاتها على السياسة وخاصة القضية الفلسطينية والقضايا العربية الأخرى، وتضم عدداً من الدوريات.
- مكتبة محب الدين الخطيب الخاصة: 
وتحتوي هذه المكتبة على (11391) عنوان باللغة العربية في حوالي (17086) مجلد، بالإضافة إلى (1598) عنوان في (2397) مجلد باللغات الأجنبية كما تحتوي على عدد (294) دورية. ويغلب على موضوعات المكتبة الجانب التاريخي والجغرافي والتراجم كذلك العلوم الشرعية والآداب.
- مكتبة معالي الشيخ راشد بن صالح بن خنين: 
وتحتوي هذه المكتبة على (6515) عنوان في (8173) مجلد باللغة العربية وعدد (72) دورية عربية، ومحتويات هذه المكتبة تركز في الغالب على العلوم الشرعية وتاريخ المملكة الحديث والتراجم والآداب.
- مكتبة ناصر بن حمد المنقور: 
وتحتوي هذه المكتبة على عدد (1559) عنوان في (2338) مجلد باللغة العربية، وتغلب على المكتبة العناوين الأدبية والتاريخية وكذلك الكتب التي تتناول التعليم في المملكة.
إدارة الإتاحة والخدمات
هي إدارة خدمية تخدم الباحثين والدارسين والمستفيدين بما يُحقق أهداف بحوثهم بتوفير المصادر وتسهيل الوصول للمواد العلمية بطرق مباشرة وغير مباشرة، مهامها:
- خدمة الباحثين والدارسين وزوار الدارة.
- الخدمات المرجعية.
- إدارة علاقات المستفيدين والتواصل معهم وخدمتهم.
- المبيعات.[14]

### إدارة البحوث والنشر
تتولى إدارة البحوث والنشر الإشراف على جوانب البحث العلمي، وإصدار المؤلفات ذات العلاقة باهتمامات الدارة، وقد شمل نشاط هذه الإدارة الإشراف على إصدار العديد من المؤلفات والدراسات المتخصصة، ومن أهم المهام المناطة بإدارة البحوث والنشر دراسة المؤلفات والبحوث المقدمة من الكتاب والباحثين بغرض تبني طبعها ونشرها ضمن إصدارات الدارة، ومتابعة طباعة الكتب والإصدارات، وتوثيق التعاون وتبادل الإصدارات مع المراكز العلمية والمكتبات العامة والهيئات المماثلة داخل وخارج المملكة العربية السعودية، وتنظيم الموسم الثقافي للدارة الذي يتضمن العديد من المحاضرات والندوات العلمية المتخصصة بمشاركة نخبة من المفكرين والأدباء والمتخصصين حول مجالات اهتمامات الدارة، وتقديم خدمات معلوماتية وتسهيلات بحثية للباحثين، وتنفيذ توصيات اللجان العلمية العاملة بالدارة، والإشراف على تنظيم المؤتمرات والندوات العلمية.

### مجلة الدارة
تصدر الدارة مجلة فصلية كل ثلاثة أشهر، وتعنى بنشر البحوث والدراسات العلمية المتعلقة بتراث المملكة العربية السعودية وفكرها وتاريخها وثقافتها الوطنية، وبالجزيرة العربية والعالم العربي والإسلامي بصفة عامة، وقد تم إصدار العدد الأول من المجلة في غرة شهر ربيع الأول عام 1395 هـ.

### إدارة الشؤون الإدارية
توفر هذه الإدارة الخدماتية حركة الاتصال بالمحيط الخارجي للدارة.

### قاعة الملك عبد العزيز التذكارية
تعد قاعة الملك عبد العزيز التذكارية جزءاً مهماً من أجزاء الدارة، وتتكون القاعة من ثلاثة طوابق جُهزت بجميع المرافق والوسائل اللازمة لاستيعاب مختلف وسائل العرض المختلفة، إضافةً إلى مختلف التجهيزات لخدمة زوار القاعة، وتتألف القاعة من ثلاثة طوابق كالآتي:
- الدور الأرضي: الذي يضم قاعة السيارات الملكية، وعدداً من السيارات التي استخدمها الملك عبد العزيز في تنقلاته، ومن أبرزها سيارة الرولز رويس خضراء اللون، والتي تحمل موديل 1946م، وقد أُهديت إلى الملك عبد العزيز من رئيس الوزراء البريطاني آنذاك وينستون تشيرشيل.
- الدور الأول: حيث من أبرز مقتنياته الرايات، والساعات، والأدوات الطبية، والمصاحف والتقاويم، والهدايا التذكارية، والملابس، والأوسمة، والأواني والأدوات، والعملات، والأسلحة، كما تحتوي القاعة أيضاً على العديد من اللوحات التعريفية، والخرائط، ووسائل العرض المتعددة كعرض الأفلام الوثائقية التي تتحدث عن شخصية الملك عبد العزيز وكفاحه في سبيل توحيد المملكة العربية السعودية.
- الدور العلوي: يحتوي على معرض للصور الفوتوغرافية التي تشرح أبرز الأحداث التاريخية والسياسية من مسيرة الملك عبد العزيز، وجهوده من أجل توحيد دولته.[15]

### إدارة تقنية المعلومات
أنشأت الدارة إدارة متخصصة لأعمال الحاسب الآلي تتولى إنشاء قواعد معلومات متكاملة، لحفظ التاريخ ولخدمة الباحثين والباحثات، ولتقديم تسهيلات ومساندة فنية معلوماتية.

### إدارة الإعلام الرقمي
هي إدارة حديثة تأسست في 1 مايو 2018م، بكوادر شابة سعودية تبنت دارة الملك عبد العزيز تدريبهم وتطويرهم، وتعمل الإدارة على صناعة المحتوى الإعلامي النصي والمرئي بنوعيه التقليدي والرقمي، بما يحقق أهداف الدارة واختصاصاتها ونشره في شبكات التواصل الإعلامي، وتسهم الإدارة في بناء الصورة الذهنية لدارة الملك عبد العزيز وتعزيزها لدى جماهيرها في شبكات التواصل الاجتماعي على نحو تعزز صورة الدارة كجهة توثيقية ومرجعية في تاريخ المملكة العربية السعودية ومؤسسة علمية تقدم كل إمكانياتها في تعزيز المحتوى العلمي والحراك البحثي ومشاركة المجتمع في الاهتمام في التاريخ الوطني، وكونت الإدارة عبر حسابات الدارة على شبكات التواصل مساحة للجمهور للمشاركة في مسؤولية توثيق التاريخ الوطني وإثراء المحتوى الرقمي.

## مراكز الدارة

### مركز الملك سلمان بن عبد العزيز للترميم والمحافظة على المواد التاريخية
بدأت الدارة الاهتمام بالترميم والتجليد منذ إنشائها عام 1392هـ/1972م، وسعياً منها في الحفاظ على المواد التاريخية قامت بإنشاء مركز متخصص للعناية بالمواد التاريخية في عام 1425هـ/2005م عندما افتتح الملك سلمان بن عبد العزيز رئيس مجلس إدارة دارة الملك عبد العزيز المقر الجديد للمركز في 26 /12/ 1425هـ الذي جاء تأسيسه دعماً لجهود الدارة ومشروعاتها لخدمة تاريخ المملكة العربية السعودية والمحافظة على تراثها، وقد كانت رسالة المركز المحافظة على المواد التاريخية وفق أحدث الأساليب ونشر الوعي وتهيئة المختصين، ومن الخطوات التي يُبدأ بها للمحافظة على المواد التاريخية: التعقيم للقضاء على الآفات الحشرية والفطريات داخل الوثائق وأوراق المخطوطات وأغلفتها الجلدية، والتي يُسبب بقاؤها وعدم مكافحتها مع مرور الوقت الإتلاف الكامل لها، وانتقال تلك الإصابات إلى مخطوطات ووثائق أخرى سليمة مجاورة، ثم تليها مرحلة المعالجة الكيميائية إحدى الخطوات الهادفة إلى إعادة الوثائق والمخطوطات إلى حالتها الطبيعية وإزالة ما بداخلها من مواد حمضية وكيمائية، يكون وجودها في داخلها بداية النهاية لتلك الوثائق والمخطوطات، ثم تليها مرحلة تجهيزات معمل المعالجة الكيميائية التي تنقسم إلى ثلاثة مراحل: هي جهاز فك الأوراق الملتصقة حيث يستعمل بخار الماء لفك الوثائق الملتصقة، وجهاز التنظيف الجاف حيث يُستعمل لإزالة الأتربة والغبار من الوثائق، وخزانة سحب الغازات حيث تستعمل لسحب الغازات السامة، وجهاز تقطير المياه الذي يُستعمل في إزالة الأملاح والشوائب من المياه، ثم تليها مرحلة الترميم التي تبدأ بانتهاء التعقيم والمعالجة الكيميائية للوثائق والمخطوطات، حيث يبدأ قسم الترميم بترميمها يدوياً جزئياً أو كلياً، ويكون هذا الترميم حسب حجم الجزء المصاب ومدى الضرر الذي لحق بالوثيقة أو المخطوطات، ويشمل ذلك سد الثقوب وإكمال الأجزاء المفقودة وتقوية أوراق الصحيفة، ومن أبرز تجهيزات قسم الترميم مقص أوراق، ومكبس هيدروليكي حراري، والكاوية الحرارية، والمكبس الحراري، وجهاز كبسولة مايلر، وجهاز سد الثقوب، ومكبس يدوي، ومقص بولي إثيلين.

### المركز السعودي لنظم المعلومات الجغرافية
تضم الدارة مركزا لنظم المعلومات الجغرافية تولى إعداد الأطلس التاريخي للمملكة العربية السعودية، وذلك في مسعى لتوثيق أهم الأحداث التاريخية التي شهدتها الدولة السعودية خلال مراحل تكوينها المختلفة.

### مركز تاريخ مكة المكرمة
أُنشى المركز بناءً على قرار مجلس إدارة دارة الملك عبد العزيز في اجتماعه الثاني والثلاثين في يوم الأحد 24 من شهر صفر سنة 1429هـ/ 2مارس 2008م، ومقره مكة المكرمة، ومن أبرز أهدافه جمع المصادر المختصة بتاريخ مكة المكرمة في جميع العصور من المؤلفات، والكتابات، والمخطوطات، والدراسات، والوثائق، والصور، والخرائط، والأفلام المرئية، والروايات، والمقالات، ومن ثم إعداد الدراسات والمؤلفات عن مكة المكرمة وجوانب الحياة فيها قديماً وحديثاً ونشرها، وتحقيق المخطوطات غير المنشورة في تاريخ مكة المكرمة وفق منهج علمي ونشرها، وإصدار دوريات علمية محكمة وغير محكمة فيما يتعلق بمكة المكرمة، ودعم الباحثين داخل المملكة العربية السعودية وخارجها لخدمة تاريخ مكة المكرمة، والتعاون مع المراكز والمؤسسات المماثلة، وإقامة المعارض المتخصصة في تاريخ مكة المكرمة، وإنشاء بوابة تقنية للمعلومات عن مكة المكرمة بلغاتٍ عدة، وعقد اللقاءات العلمية في تاريخ مكة المكرمة والجوانب المتعلقة به.

### مركز توثيق تاريخ الأسرة المالكة السعودية
أسس المركز بتاريخ العاشر من ذي الحجة عام 1421 هـ، يعني المركز بتوثيق جميع المعلومات التاريخية ذات العلاقة بأفراد الأسرة المالكة، وإصدار شجرة النسب وتحديثها أولا بأول.

### المركز السعودي للمحتوى الرقمي (رقمن)
هو أحد المراكز العلمية التابعة لدارة الملك عبد العزيز، للمحافظة على المصادر القيمة وحفظها للأجيال في المستقبل كتاريخ ومصدر هام ورئيس عن المملكة العربية السعودية، وكذلك العمل على إتاحتها للباحثين والمهتمين من خلال الوسائط والوسائل التقنية الحديثة، ويقدم المركز خدماته لكافة القطاعات الحكومية وشبة الحكومية والقطاع الخاص. كما أن المركز يخدم المؤسسات والجهات التعليمية والعلمية والبحثية ومراكز الحفظ الوثائقي والأرشيفي المستقلة والتابعة، وكذلك يقدم المركز دورات تدريبية وتثقيفية وتوعوية في مجالات الحفظ والتحول والإثراء للمحتوى الرقمي.

### مركز تاريخ البحر الأحمر وغرب المملكة العربية السعودية
أتخذ مجلس إدارة الدارة في اجتماعه الثالث والأربعين المنعقد يوم الأربعاء بتاريخ 28 من جمادى الآخرة 1434هـ/8 مايو 2013م قراراً بإنشاء مركز تاريخ البحر الأحمر وغرب المملكة العربية السعودية يكون مقره مدينة جدة، وكانت رسالة المركز تتمثل في توفير مرجعية علمية تسعى إلى خدمة تراث المنطقة ونشره وتعزيزه، ومن أهداف المركز تحقيق ما يلي:
- العناية بدعم الدراسات والبحوث الخاصة بتاريخ البحر الأحمر وغرب المملكة العربية السعودية.
- إقامة شراكات مع قطاعات حكومية وأهلية والتعاون مع المتاحف والفعاليات التراثية.
- بناء قاعدة معلومات شاملة.
- تنظيم لقاءات وندوات وحلقات نقاش ومعارض علمية متخصصة.
- إصدار سلسلة دراسات تاريخ البحر الأحمر وغرب المملكة العربية السعودية.
- تنظيم لقاءات وندوات وحلقات نقاش ومعارض علمية متخصصة.
- خدمة الباحثين والمهتمين في مجال اختصاص المركز، ويرتبط المركز إدارياً ومالياً بدارة الملك عبد العزيز ويتكون من: أمين عام دارة الملك عبد العزيز، ومدير عام المركز، ونائب مدير عام المركز الذي يتبعه اللجنة العلمية، وحدة البحوث والنشر، ووحدة العلاقات العامة، ووحدة الشؤون الفنية، والمكتبة، وخدمة الباحثين.[17]

### المركز الوطني للعرضة السعودية
المركز مقره في دارة الملك عبد العزيز، وله استقلاله الفني والإداري، ويختص بالعرضة السعودية الرسمية بصفة خاصة، وجميع أنواع العرضة في المملكة العربية السعودية بصفةٍ عامة. من أهدافه:
- نشر ثقافة العرضة باستخدام جميع الوسائل الحديثة.
- إقامة دورات تدريبية في مجال العرضة للمشاركين في تنفيذها من الشباب والكبار، والراغبين من الهواة والعموم.
- تحقيق المشاركة الداخلية والخارجية، وتبادل الخبرات والزيارات.
- تطوير برامج العرضة وآلياتها وجوانبها المختلفة وأزيائها وعناصرها.
- توثيق الدراسات والأبحاث والصور والأفلام المرئية لفن العرضة.
- إقامة معارض للعرضة داخل المملكة وخارجها.
- دعم المشاركين في مجالات العرضة، وتنظيم فرق العرضة في أنحاء المملكة العربية السعودية.
- حفظ عناصر العرضة من الأهازيج، والشِّعر والملابس، والأدوات وفنون الأداء وتطويرها.[18]

### جمعية التاريخ والاثار بدول مجلس التعاون لدول الخليج العربية
هي جمعية علمية تعنى بالدراسات التاريخية والأثرية، مقرها في دارة الملك عبد العزيز، وقد صدرت توصية من الندوة التي أقيمت في الكويت بعنوان؛ (الدراسات التاريخية في الجامعات العربية) بشأن تأسيس جمعية علمية تعنى بالتاريخ والآثار في دول مجلس التعاون لدول الخليج العربية وكانت بتاريخ 1997م، فشكلت لجنة تمثل جميع دول المجلس وتمت تسميتها: جمعية التاريخ والآثار بدول مجلس التعاون لدول الخليج العربية. من أهدافها:
- تنمية الفكر العلمي في مجال تخصص الجمعية وتطويره.
- الإسهام في حركة تقدم البحث العلمي في المجالات التي تعنى بها الجمعية.
- تحقيق التعاون بين أهل الاختصاص والمهتمين من رعايا دول المجلس في المجالات التاريخية والإثارية، وتبادل الخبرات والمهارات فيما بينهم.
- العمل على تقوية أواصر الترابط والتعاون بين دول المجلس، وتوثيق عرى المحبة والمودة وصلات القربى بين رعاياه، وذلك من خلال أبحاثها وأنشطتها العلمية.
- تيسير تبادل الإنتاج العلمي والأفكار العلمية في مجال اهتمامات الجمعية بين الهيئات والمؤسسات المعنية داخل دول مجلس التعاون وخارجها.
- تقديم المشورة والقيام بالدراسات اللازمة لرفع مستوى الأداء في مجالات اهتمام الجمعية في المؤسسات والهيئات المختلفة لدول مجلس التعاون.[19]

### الجمعية الجغرافية بدول مجلس التعاون لدول الخليج العربية
هي جمعية علمية تأسست في 20 محرم 1421هـ الموافق 25 إبريل 2000م. ومقرها في دارة الملك عبد العزيز، بناءً على الموافقة السامية في 8 جمادى الآخرة 1422هـ الموافق 27 أغسطس 2001م. ويجوز للجمعية أن تنشئ لها فروعاً في أماكن أخرى في دول المجلس، من غير المقر، إذا دعت الحاجة إلى ذلك، أهدافها:
تُعنى بالدراسات الجغرافية، وتمارس نشاطاتها العامة في تطوير المعارف النظرية والتطبيقية، وتقديم الاستشارات والدراسات العلمية والتطبيقية للقطاعات العامة والخاصة، بإقامة شراكات مع المؤسسات الفاعلة في المجتمع الخليجي كالمؤسسات الحكومية والمنظمات غير الربحية، والقطاع الخاص، وهيئات المسح الجيولوجي والمحافظة على البيئة وغيرها.

## نشأة المركز الوطني للوثائق
تعد دارة الملك عبد العزيز هي مركز الوثائق بالمملكة بمقتضى المرسوم الملكي رقم 5/ 12608، وتاريخ 20/ 5 /1396هـ، من المهام التي يقوم بها مركز الوثائق ما يلي:
- القيام بجمع وحفظ الوثائق التاريخية، سواءً من الجهات الحكومية، أو الغير حكومية، ومن التسجيلات الصوتية للرجال الذين عاصروا الملك عبدالعزيز.
- الإشراف على تنظيم هذه الوثائق، وتصنيفها وفهرستها حيث يسهل الوصول إليها.
- تيسير الاطلاع على هذه الوثائق، ونشر الحركة التاريخية في كل ما يتعلق بتاريخ المملكة.
- الحرص على جمع المخطوطات من داخل المملكة وخارجها، وتنظيمها من إصدار الفهارس لها.
- إجراء دراسات علمية وعملية لصيانة الوثائق، والمحافظة عليها من التلف.
- القيام بجمع ما في حكم الوثائق والمخطوطات من الصحف.[21]

## إسهامات الدارة
تُسهم الدارة في اليوم الوطني منذ عام 1396هـ/1976م، وحتى الآن بنشر بحوث ومقالات في الصحافة السعودية والإذاعة وكافة وسائل الإعلام وإمداد الصحف بالمعلومات والوثائق التي تعمل على إظهار الحقائق التاريخية على سبيل المثال: المهرجان الوطني للتراث والثقافة بالجنادرية ومعارض الكتب وغيره، ومازالت تؤدي مهامها في كافة الأنشطة العلمية والثقافية والتاريخية.

### برنامج أنتمي
في فبراير 2023م أطلقت دارة الملك عبدالعزيز مبادرتها الثقافية برنامج «أنتمي»، وهو برنامج يهدف لتعريف الناشئة واليافعين بالعمق التاريخي والثقافي والجغرافي للمملكة العربية السعودية.

## الخدمات الإلكترونية
تقدم الدارة عددًا من الخدمات الإلكترونية، مثل:
- طلب نشر كتاب.
- طلب فحص بحث.
- طلب تصوير مواد علمية.
- طلب إفادة عن صحة وثائق تاريخية أو مخطوطات.
- طلب تعقيم أو ترميم أو تجليد مواد تاريخية.
- طلب معلومات عامة (قائمة مصادر أو مراجع).
- طلب استفسار عن معلومات تاريخية.
- طلب اشتراك في العرضة السعودية.
- طلب استفسار عن رواية شفوية.
- طلب صور تاريخية ومقاطع مرئية.
- طلب تسجيل روايات شفوية.
- طلب تصوير كتب أو مقالات.
- طلب تبادل إصدارات.
- طلب عرض مواد تاريخية أو إيداع كتاب.
- قاعدة بيانات المعلومات والمراكز المهتمة بالمرأة السعودية.
- طلب نشر بحث في مجلة الدارة.
- طلب رقمنة أرشيفات.
- طلب تقديم على جائزة الملك سلمان.[25]

## إنجازات وجوائز
جائزة المنتدى السعودي للإعلام (فئة الابتكار والريادة للقطاع غير الربحي) عام 2024م.

## وصلات خارجية
- دارة الملك عبد العزيز تدشِّن «الواتس آب» الإخباري.